# Puylagarde
Puylagarde är en kommun i departementet Tarn-et-Garonne i regionen Occitanien i södra Frankrike. Kommunen ligger i kantonen Caylus som tillhör arrondissementet Montauban. År 2022 hade Puylagarde 345 invånare.

## Befolkningsutveckling
Antalet invånare i kommunen Puylagarde
| Referens: INSEE |